# Fernando María de Ybarra y de la Revilla
Fernando María de Ybarra y de la Revilla (Santander, 30 de junio de 1875-25 de septiembre de 1936, Bilbao (Vizcaya),  I marqués de Arriluce de Ybarra fue un abogado y miembro del Congreso de los Diputados por la fracción política maurista, conservadores, asesinado por miembros del bando republicano junto a su hijo Fernando de Ybarra y de Oriol durante la Guerra Civil Española.

## Biografía

### Origen familiar
Fernando María José Pablo de Ybarra y de la Revilla nació en Santander, para evitar los enfrentamientos de la tercera guerra carlista, que en esos momentos se estaba desarrollando con mayor virulencia en las Vascongadas, de donde era oriunda su familia. Sus padres fueron Fernando Luis Ybarra Arámbarri, nacido en Bilbao en 1844, y María Nicolasa de la Revilla Ingunza, nacida en Santander en 1854. Se habían casado en Bilbao, en la parroquia de Santiago, el 5-2-1873. Quedó huérfano de padre en 1888, a los 13 años, cuando estudiaba en Bilbao, por lo que sus asuntos los llevó su tío José de Vilallonga, casado con la hermana de su padre Rafaela Ybarra y Arámbarri, fundadora de los Ángeles Custodios. 
Se casó con María Ángeles de Oriol y Urigüen el día 6 de mayo de 1901. Mª Ángeles de Oriol había nacido en Portugalete en 1882, y era hija de José Mª de Oriol, natural de Flix (Tarragona), y de María de los Dolores de Urigüen, natural de Bilbao. El matrimonio tuvo tres hijos: Fernando , nacido el 7-3-1903 en La Cava, y que murió el mismo día que su padre en el barco-prisión Cabo Quilates, casado en octubre de 1928 con Amalia López-Dóriga e Ybarra, Isabel (Pablo Díaz Morlán dice que su única hija se llamaba María José) y Luis María.

### Estudios
Tras estudiar el bachillerato cursó estudios de Filosofía y Letras y Derecho en Deusto, obteniendo el título en Filosofía y Letras en la Universidad de Salamanca en junio de 1897 con calificación de aprobado. El mismo año consiguió el título, también por la Universidad de Salamanca, de licenciado en Derecho con calificación final de sobresaliente. Estuvo muy ligado a la Universidad de Deusto; además de estudiar ahí fue miembro de la Fundación Vizcaína Aguirre, promotora de la Universidad Comercial en 1916.

### Altos Hornos de Vizcaya y Liga Vizcaína de Productores
Su padre estuvo en el consejo de Altos Hornos de Bilbao y él mismo fue nombrado vocal del consejo en julio de 1898, con sólo 23 años, al fallecer su tío José de Vilallonga. En mayo de 1901 fue nombrado miembro de la comisión delegada de la sociedad, especie de comité ejecutivo, en sustitución de Pablo de Alzola, que había sido nombrado director general de Obras Públicas. Al fusionarse la empresa con la Sociedad Anónima de Metalurgia y Construcciones La Vizcaya para formar Altos Hornos de Vizcaya, en 1902, fue nombrado consejero de la nueva entidad. También ingresó en la Liga Vizcaína de Productores (LVP) como socio personal en 1899, con solo 24 años y entre 1902 y 1905 fue su contador. Como tal, junto con Pablo de Alzola y Rafael Picabea, intervino en las gestiones de la LVP cerca del gobierno en 1903 para solicitar una revisión arancelaria previa a la firma de nuevos tratados de comercio. Fue también presidente de Hidroeléctrica Ibérica e Hidroeléctrica Española.

### Diputado
En las elecciones de 21 de abril de 1907 (1907-1910) obtuvo el acta de diputado por el distrito de Bilbao obteniendo 6.640 votos de los 11.662 emitidos. Un liberal conservador enfrenta su candidatura a la de Pablo Iglesias y del nacionalista Pedro de Anitua, obteniendo el acta con el apoyo de carlistas, nacionalistas moderados y católicos. El Partido Nacionalista Vasco pidió la retirada de la candidatura. En las elecciones de 8 de mayo de 1910 (1910-1914) obtuvo el acta de diputado por el distrito de Baracaldo obteniendo 7.479 votos de los 10.346 emitidos. Obtuvo acta de diputado en el Congreso de los Diputados por la circunscripción de Villarcayo en la elección parcial de 19 de enero de 1919 sustituyendo a Gumersindo Gil Gil. Obtuvo 4124 en un censo electoral  de 8213 electores.

### Partido Conservador y prensa afín
La derrota de los dinásticos en las elecciones municipales de 1909, supuso la llegada del nacionalista José Horn a la alcaldía de Bilbao, lo que provocó un movimiento entre los monárquicos para crear un partido dinástico en Vizcaya. Ramón Bergé, amigo personal de Maura, el conde de Aresti y él mismo constituyeron lo que sería el Partido Conservador de Vizcaya, cuyo acto fundacional tuvo lugar en el Teatro de los Campos Elíseos el 3 de julio de 1909, y del que fue elegido presidente, cargo que conservó hasta 1916, en que dimitió por cuanto creyó no tener el apoyo del partido para ejercerlo. 
Asimismo participó en la fundación del semanario Luz y taquígrafos en 1909 y, sobre todo, en la fundación de El Pueblo Vasco en 1910, de tendencia católica y dinástica, claramente dirigido a ser el portavoz del Partido Conservador, por el que fue reelegido en 1910 diputado, y frente al que se posicionó el también dinástico Partido Liberal. Se mantenía al margen de “la Piña” y se separaba así de la política de unión de los católicos perseguida por José María de Urquijo desde La Gaceta del Norte. El mismo año 1910 crea las Juventudes Conservadoras de Vizcaya, luego Juventud Maurista. En 1909 fue nombrado por Alfonso XIII Gentilhombre de cámara con ejercicio. 

### Durante la Gran Guerra
En 1914, al estallar la Gran Guerra, siendo miembro destacado del Banco de Vizcaya, puso, junto con otros empresarios vizcaínos, su fortuna personal como garantía de todas las operaciones del Banco de España. Entre 1914 y 1916 siguió siendo diputado maurista en Cortes, presidente del Real Sporting Club de Bilbao y miembro fundamental de la LVP. Está en la Junta de Patronos de la naciente Universidad Comercial de Deusto, y en el banquete ofrecido a Cambó en el Club Marítimo del Abra.

### Liga de Acción Monárquica
En el acto de desagravio celebrado por los dinásticos en el casino de Archanda el 18-3-1918, Fernando de Ybarra fue uno de los intervinientes que insistieron en la lealtad al rey y en la necesidad de unidad. Dicha unidad quedó plasmada en la organización de la Liga de Acción Monárquica, que nada más constituirse en el centro maurista de Bilbao remitió un telegrama al gobierno, uno de cuyos firmantes fue Fernando María de Ybarra:

Reunidas representaciones partidos liberal, conservador y maurista de Vizcaya y monárquicos independientes para hacer frente al movimiento separatista, han acordado constituir la Liga de Acción Monárquica, y su primer acto es dirigirse a V. E., como la más alta representación del régimen, saludándole respetuosamente y haciéndole presente al mismo tiempo que en la Comisión extraparlamentaria reunida para dictaminar sobre los problemas autonómicos y entre ellos el de Vizcaya, nuestra provincia está absolutamente irrepresentada.

El 6 de noviembre de 1918 el rey Alfonso XIII le concedió el  título de marqués de Arriluce de Ybarra.

### Renovación Española, Guerra civil y Cabo Quilates
Con la llegada de la dictadura de Primo de Rivera se distanció de la política activa. Durante la Segunda República evolucionó hacia posiciones autoritarias y perteneció a la Junta Nacional de Renovación Española, fuerza monárquica fundada por Antonio Goicoechea en 1933. Desde esta formación política participó en la conspiración contra el régimen republicano, siendo confirmado en su puesto de tesorero de la trama golpista por el propio Calvo Sotelo tras el triunfo del Frente Popular en 1936.
En los días previos a la sublevación se hallaba asistiendo a una boda en Sevilla cuando le llegó el aviso de lo que se avecinaba y se trasladó rápidamente a Bilbao donde fue posteriormente detenido. El 25 de septiembre de 1936, tras un ataque aéreo a Bilbao de la aviación nacional, la multitud enfervorizada encontró el paso expedito para vengar su ira en los prisioneros del barco prisión Cabo Quilates, en donde se hallaba preso. Los soldados fueron llamando a los prisioneros encerrados en las bodegas. Fernando de Ybarra, su hijo y dos sobrinos fueron los primeros en morir junto con un sacerdote. Cuando al día siguiente se pasó lista de supervivientes y Alfonso de Ybarra Gorbeña, sobrino también de Fernando, dijo en voz alta sus apellidos, un soldado comentó extrañado: «¿Pero todavía quedan Ybarras?»